# باول غراي
باول غراي (بالإنجليزية: Paul Gray)‏ (28 يناير 1970 ببورتسموث في المملكة المتحدة - ) هو لاعب كرة قدم بريطاني في مركز الهجوم. شارك مع منتخب أيرلندا الشمالية تحت 21 سنة لكرة القدم. أما مع النوادي، فقد لعب مع أردز ونادي لوتون تاون وويغان أتلتيك ونادي بانغور.

## وصلات خارجية
- باول غراي على موقع قاعدة بيانات كرة القدم.إي يو (الإنجليزية)
- باول غراي على موقع عالم كرة القدم.نت (الإنجليزية)